# Tilbury Juxta Clare
Tilbury Juxta Clare è un villaggio e parrocchia civile dell'Inghilterra, appartenente alla contea dell'Essex.